# Berlín Este
Berlín Este o Berlín Oriental (en alemán: Ost-Berlin) fue el nombre que recibió la parte de la ciudad de Berlín que inicialmente quedó bajo administración de la Unión Soviética desde el final de la Segunda Guerra Mundial en 1945 y que luego pasó a ser capital de la República Democrática Alemana (RDA). Los ciudadanos de la RDA la llamaban simplemente Berlín, aunque el nombre oficial de la ciudad era Berlín, capital de la RDA (en alemán: Berlin, Hauptstadt der DDR). La sede del gobierno municipal se encontraba en el distrito de Berlín-Mitte, concretamente en el edificio Rotes Rathaus, o Ayuntamiento rojo, que actualmente sigue siendo sede del gobierno municipal de Berlín.
Desde el 13 de agosto de 1961 hasta el 9 de noviembre de 1989 estuvo separada de Berlín Occidental (o Berlín Oeste) por el famoso muro homónimo. En 1990, con la reunificación alemana esta división administrativa desapareció y toda la ciudad pasó a ser capital de la nueva Alemania reunificada.

## Historia

### Postguerra

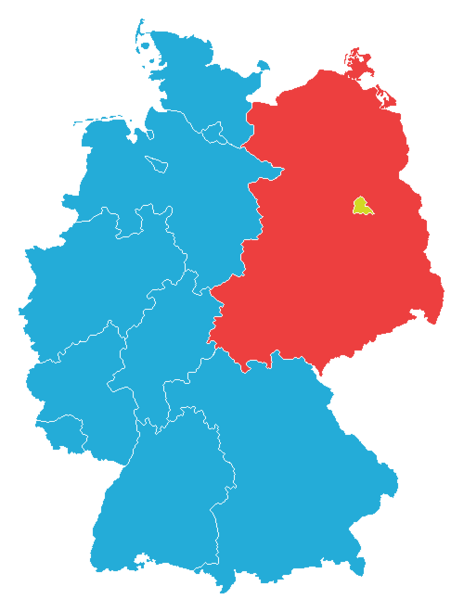
Ubicación de Berlín dentro de la RDA, siendo Berlín Este su capital. Mapa de la división alemana tras 1947.
Alemania Occidental
Alemania Oriental (incluido Berlín Este)
Berlín Oeste

Después de la capitulación alemana, la administración militar soviética estableció el 19 de mayo de 1945 a Arthur Werner como alcalde-presidente o burgomaestre (Oberbürgermeister) para toda el área metropolitana del Gran Berlín (Groß-Berlin), para garantizar las necesidades más urgentes de la población después de la devastación de los ataques aéreos y la batalla de Berlín.
Los cuatro Aliados vencedores de la Guerra establecieron oficialmente el control del gobierno de Alemania el 5 de junio en la Declaración de Berlín, por la que los gobiernos de los Estados Unidos, Unión Soviética, Reino Unido y Francia, asumieron la soberanía y suprema autoridad sobre el territorio alemán, «dada la inexistencia de Gobierno central o autoridad capaz de aceptar responsabilidades por el mantenimiento del orden, la administración del país y de acuerdo con las exigencias de los poderes vencedores». La Declaración de Berlín establecía:
- Las cuatro zonas de ocupación aliada en Alemania y en Berlín.
- El gobierno conjunto de Alemania como un todo a través de un Consejo de Control Aliado, para asegurar la apropriada uniformidad de acción de los comandantes militares por separado para cada una de sus zonas de ocupación.
- Establecimiento para Berlín de una autoridad gubernativa interaliada (Kommandatura), bajo la dirección del Consejo de Control, y que estaría constituida por los cuatro comandantes militares de Berlín, que se encargaría de la administración conjunta de la ciudad.

Por otro lado las negociaciones de los aliados sobre el tráfico aéreo para acceder a Berlín desde las tres zonas de ocupación en el parte occidental de Alemania comenzaron el 29 de junio de 1945. El 30 de noviembre el Consejo de Control Aliado aprobó la propuesta de tres corredores de Berlín hacia Hamburgo, Bückeburg y Fráncfort/Main. Finalmente los corredores y el Centro de Seguridad Aérea de Berlín (BASC) fueron aprobados el 18 de diciembre.
Bajo una Constitución temporal, en la que se convocaban elecciones cada dos años, y tras las Elecciones estatales de Berlín de 1946 para la Asamblea municipal (Stadtverordnetenversammlung) celebradas el 20 de octubre de 1946, Otto Ostrowski fue establecido como nuevo alcalde el 5 de diciembre. La elección mostró la debilidad del SED, visto como dependiente de la URSS. Ante esta situación ambos aplicaron la coerción y la intimidació; en este sentido, aprovecharon la capacidad para que la Kommandatura aprobara por unanimidad cada uno de los cargos del gobierno urbano (Magistrat von Groß-Berlin) de Otto Ostrowski. Cuando este se propuso renovar cargos, tuvo que aceptar el condicionamiento de los soviéticos de que el SPD y el SED tuvieran un programa común para tres meses, pero esto fue inaceptable para el SPD y derrotaron a Ostrowski en una moción de censura el 11 de abril de 1947. El sucesor designado por la Asamblea fue Ernst Reuter pero fue vetado por los soviéticos, y como la Asamblea rechazó otro nombramiento, la alcaldía recayó interinamente en Louise Schroeder, el 18 de agosto de 1947, que había sido una de las vicealcaldesas.
Durante 1947 tuvo lugar en Moscú la cuarta Conferencia de Ministros de Asuntos Exteriores de los cuatro poderes ocupantes (10 de marzo - 24 de abril) y la quinta Conferencia en Londres (25 de noviembre - 15 diciembre), que no produjeron resultado alguno para solventar el fin de la ocupación, lo cual pasaba por restaurar la unidad política y económica de Alemania, Berlín y el tratado de paz con Alemania. Para contrarrestar las iniciativas de las zonas occidentales y fortalecer la posición soviética frente a la conferencia de Londres, y para ejercer presión sobre los partidos no socialistas, en noviembre y diciembre de 1947, con anticipación a la Conferencia de Londres de las cuatro potencias ocupantes, el SED hizo un llamamiento a partidos políticos, sindicatos, y organizaciones de masas para constituir el Movimiento del Congreso del Pueblo (Volkskongressbewegung), para lo cual hizo su primer Congreso del Pueblo (Volkskongress) el 6-7 de diciembre de 1947 en Berlín coincidiendo con la Conferencia de Londres y en la que el 30 % de delegados eran del KPD de las zonas occidentales. Las mociones de este congreso fueron incitadas por los soviéticos y reclamó un gobierno unificado para toda Alemania.
Ante esta situación, la cuestión de Alemania prosiguió por otro camino en la Conferencia de Londres de las seis potencias: Estados Unidos, Reino Unido, Francia, Bélgica, Países Bajos y Luxemburgo; que tuvo lugar en dos sesiones: del 23 de febrero al 6 de marzo de 1948 y del 20 de abril al 2 de junio de 1948. Su propósito era iniciar un proceso constituyente para la formación de un gobierno alemán en las tres zonas occidentales de Alemania; de esta forma, la ocupación en las zonas occidentales se presentaba ante los alemanes como una amenaza menor que lo que suponía la ocupación soviética, esto es, se ofrecía la autodeterminación frente a la opresión.
En protesta por la Conferencia de Londres, el 20 de marzo de 1948 el mariscal Sokolovsky abandonó el Consejo Control Aliado finalizando la administración conjunta de los cuatro poderes sobre Alemania. Esto se consumó con la introducción el 20 de junio de 1948 del Deutsche Mark en la Bizona y la zona francesa (que estaban en parte occidental de Alemania), en reemplazo del Reichsmark, lo que terminó la unidad económica de la nación. Stalin se mostró contrariado y consideró que una medida de tal calado, que afectaba a todas las zonas de ocupación en Alemania, se había llevado a cabo unilateralmente sin consultar a los soviéticos, puesto que según la perspectiva soviética violaba el compromiso de tratar a Alemania como una unidad económica, aunque para los occidentales las violaciones soviéticas de las reparaciones de guerra habían dado por acabado el acuerdo de Potsdam. Ciertamente, una medida de este tipo buscaba más preparar el terreno para la fundación de un hipotético estado alemán.
La respuesta de Stalin fue fulminante, a través de la SMAD (Administración Militar Soviética en Alemania), el 24 de junio de 1948 estableció el Ostmark (Deutsche Mark von der Deutschen Notenbank) para todos los sectores de Berlín, y los guardias soviéticos cortaron los accesos terrestres y fluviales del Berlín occidental con las respectivas zonas de ocupación, lo que incluía a carreteras, ferrocarriles y canales, así como el suministro eléctrico. Estas medidas de bloqueo significaron la culminación de una serie de acciones de acoso sobre la población de los sectores occidentales, como secuestros, robos, arrestos arbitrarios, intimidaciones a punta de pistola, o cambio de requisitos burocráticos sin previo aviso en el tránsito interzonal, que se estaban produciendo desde 1946 y se intensificaron desde marzo de 1948. Con el bloqueo, Stalin esperaba poder poner freno a las medidas de los occidentales, particularmente de los norteamericanos, y expulsarlos de Berlín, utilizando para ello las medidas menos agresivas posibles, sin llegar a una confrontación armada, y camufladas por dificultades técnicas, que desaparecerían cuando desapareciera el Deutsche Mark de Berlín. Ante el bloqueo, el comando aéreo de Estados Unidos decidió abastecer la ciudad por vía aérea. El llamado Luftbrücke (puente aéreo) de Berlín se inició el 25 de junio de 1948, con el aterrizaje del primer avión de carga C-47 en el aeropuerto Tempelhof, en Berlín; así como con medidas de contrabloqueo consistentes en el embargo de las mercancías de las zonas occidentales a la soviética.
El cambio de moneda impidió de facto el intercambio comercial entre las zonas del oeste y el este, que hasta entonces habían venido manteniendo un comercio bastante informal, vital para la zona de ocupación soviética. A esto hay que sumar que dos meses antes los aliados habían incluido a las tres zonas de ocupación occidentales dentro de la organización del Plan Marshall, en un contexto de creciente tensión entre Estados Unidos y la Unión Soviética. El gobierno de la ciudad, situado en el sector soviético, votó aceptar las dos monedas. Inicialmente los Aliados occidentales no tenían intención de hacer circular el Deutsche Mark en Berlín, pero el alcalde Ernst Reuter, les convenció para evitar ser integrados en la zona económica soviética. Los Aliados occidentales introdujeron el Deutsche Mark en sus zonas (en teoría en todas las zonas de Berlín) marcando los billetes con una B por si hubieran tenido que anular la difusión de esta moneda, no obstante, también permitieron el Ostmark, aunque solo hasta marzo de 1949. A pesar de que el SED y la SMAD presentaron el Deutsche Mark como instrumento del capitalismo y de a división de Alemania, fue la moneda más aceptada en todo Berlín.
La reacción a la reforma monetaria también afectó al gobierno de la ciudad de Berlín, puesto que el 1 de julio de 1946 el representante soviético abandonó su puesto en la Kommandatura de Berlín, y finalmente el 13 de agosto de 1948 la delegación soviética terminó de llevarse sus archivos y arrió su bandera, esto supuso que al no haber una suprema autoridad en Berlín las medidas adoptadas por la SMAD, solo se aplicaran a la zona soviética, y del mismo modo los Aliados occidentales pudieron anular las medidas de las SMAD en sus zonas respectivas, así cada sector operaba de forma independiente y unilateral hasta que los tres aliados occidentales reasumieron las actividades de la Kommandatura el 8 de noviembre pero de forma tripartita, dejando la posibilidad a la incorporación de la Unión Soviética.
Con el puente aéreo en funcionamiento, el SED emprendió a instancias de su presidente en Berlín, Hermann Matern, una ofensiva para hacerse con el poder de la ciudad. El 26 de agosto una manifestación del SED bloqueó el acceso al Ayuntamiento —que tras la guerra estaba temporalmente en la Neues Stadthaus— impidiendo así la convocatoria de la Cámara de Diputados de Berlín. El 6 de septiembre tampoco se pudo reunir la Cámara de Diputados, que se hallaba ocupada y ante la indiferencia del comandante soviético. Ante esta situación los representantes de la SPD, CDU y LPD se trasladaron del sector soviético al sector americano. Los miembros del SED boicotearon las elecciones a la Cámara de Diputados que correspondían en 1948, y el 30 de noviembre eligieron con unos 1350 delegados un nuevo alcalde provisional para Berlín Este, Friedrich Ebert. Las elecciones a la Asamblea municipal de 1948 tuvieron lugar el 5 de diciembre en las zonas occidentales, en las que Ernst Reuter fue elegido nuevo alcalde en Berlín Oeste el 7 de diciembre, consumando de esta manera la división de la ciudad.
Las medidas de bloqueo se intensificaron en octubre estableciendo estrictos controles entre la zona soviética de Alemania y de Berlín, con las tres zonas occidentales de Berlín. El bloqueo de Berlín se mantuvo hasta el 12 de mayo de 1949 para impedir la formación de un estado en el oeste, pero fomentó en los alemanes de las zonas ocupadas occidentales en apreciar a los ocupantes como defensores del comunismo.

### Guerra fría
Los aliados occidentales (EE. UU., Reino Unido y Francia), nunca reconocieron  formalmente a la autoridad del gobierno de Alemania Oriental para gobernar el este de Berlín, reconociendo solo la autoridad de la Unión Soviética en Berlín Oriental de conformidad con el estado de ocupación de Berlín un conjunto. Así, el Comandante estadounidense en Berlín Oeste publicaba instrucciones detalladas para el personal civil y militar estadounidense que visitaba Berlín oriental con objeto de evitar incidentes. De hecho, los tres comandantes occidentales protestaban regularmente por la presencia de unidades del Ejército Popular Nacional (Nationale Volksarmee, o NVA), en particular con ocasión de los desfiles militares organizados en la zona este. Aun así, con el tiempo los tres aliados occidentales acabaron estableciendo embajadas en Berlín oriental durante la década de los 70, pero nunca la reconocieron como la capital de la República Democrática Alemana. Los tratados y acuerdos diplomáticos solían emplear términos como "sede del gobierno".
La noche del 9 al 10 de noviembre de 1989 se produjo la caída del Muro de Berlín, permitiendo el contacto y libre tránsito de la población de una y otra zona. Ello supuso un importante impacto en la sociedad alemana y la percepción de que la reunificación de ambas zonas, pero todavía habría que esperar algunos meses más. Finalmente, el 3 de octubre de 1990 se produjo oficialmente la Reunificación de las dos Alemanias (Oriental y Occidental); A raíz de esta reunificación, a partir del 3 de octubre de 1990 la Ley fundamental de la República Federal entró en vigor en el territorio de la Alemania oriental, especialmente tras la firma del Tratado Dos más Cuatro que supuso el final de los últimos vestigios de la ocupación aliada de Alemania, señalando punto final este proceso.

### Tras la reunificación
Después de los primeros tiempos de la reunificación de las dos zonas, en los últimos años el Gobierno alemán ha venido invirtiendo importantes sumas de dinero para la rehabilitación de las dos mitades de la ciudad, así como unificar el antiguo Berlín Este con la zona occidental. No obstante, las diferencias visuales entre las dos zonas siguen siendo evidentes en lo cultural, económico, estético, arquitectónico, etc. Aun así, un pequeño número de calles, plazas y estatuas de la época comunista siguen manteniéndose, como es el caso de la Karl-Marx-Allee, la Rosa-Luxemburg-Platz o la Karl-Liebknecht-Straße.

## Política y gobierno

### División administrativa
En el momento de la reunificación alemana, el territorio de Berlín Este estaba dividido en once distritos administrativos:
- Friedrichshain
- Hellersdorf (desde 1986)
- Hohenschönhausen (desde 1985)
- Köpenick
- Lichtenberg
- Marzahn (desde 1979)
- Mitte
- Pankow
- Prenzlauer Berg
- Treptow
- Weißensee (desde 1985)

### Alcaldes
| Alcalde               | Partido | Periodo                                       | Notas    |
| --------------------- | ------- | --------------------------------------------- | -------- |
| Friedrich Ebert       | SED     | 30 de noviembre de 1948 - 5 de julio de 1967  |          |
| Herbert Fechner       | SED     | 5 de julio de 1967 - 11 de febrero de 1974    |          |
| Erhard Krack          | SED     | 11 de febrero de 1974 - 15 de febrero de 1990 |          |
| Ingrid Pankraz        | SED     | 15 - 23 de febrero de 1990                    | Interino |
| Christian Hartenhauer | SED     | 23 de febrero - 30 de mayo de 1990            |          |
| Tino Schwierzina      | SPD     | 30 de mayo de 1990 - 11 de enero de 1991      |          |
| Thomas Krüger         | SPD     | 11 - 24 de enero de 1991                      | Interino |

### Parlamento
Berlín Este tuvo desde su establecimiento su propio parlamento, el Berliner Stadtverordnetenversammlung. Las elecciones al Berliner Stadtverordnetenversammlung siempre fueron controladas por el Frente Nacional de la República Democrática Alemana. Las elecciones estatales de 1990, las últimas llevadas a cabo antes de la reunificación, fueron las primeras elecciones libres. Estas desencadenaron la subida al poder del alcalde Tino Schwierzina del Partido Socialdemócrata.

### Comandantes militares

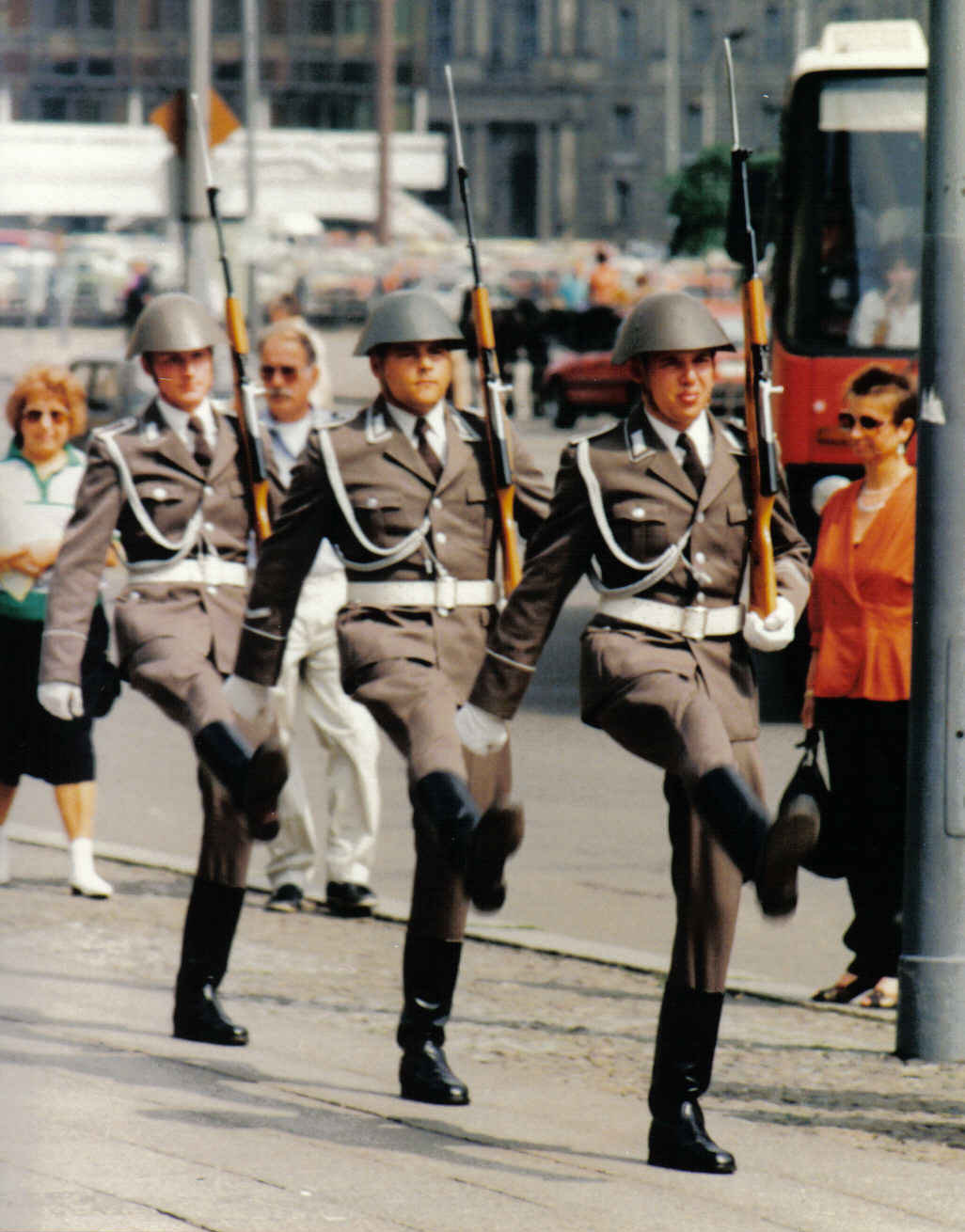
Guardia de Honor del Regimiento «Friedrich Engels» desfilando ante el Monumento a las víctimas del fascismo y el militarismo, en la Avenida Unter den Linden.

Desde el momento en que los soviéticos conquistan Berlín, ésta quedó bajo la jurisdicción de un mando militar del Grupo de Fuerzas Soviéticas en Alemania (GFSA); Ya constituida la RDA se siguió manteniendo la presencia y el mando militar soviéticos, en tanto que desde 1962 el comandante fue siempre un alemán (como muestra de la creciente autonomía alemana respecto de los soviéticos).
| Nombre              | Ejército | Duración                                          |
| Nikolai Berzarin    | GFSA     | 2 de mayo - 16 de junio de 1945                   |
| Aleksandr Gorbatov  | GFSA     | 17 de junio - 19 de noviembre de 1945             |
| Dimitri Smirnov     | GFSA     | 19 de noviembre de 1945 - 1 de abril de 1946      |
| Aleksandr Kotikov   | GFSA     | 1 de abril de 1946 - 7 de junio de 1950           |
| Sergeu Dienghin     | GFSA     | 7 de junio de 1950 - abril de 1953                |
| Pavel Dibrov        | GFSA     | abril de 1953 - 23 de junio de 1956               |
| Andrei Chamov       | GFSA     | 28 de junio de 1956 - 26 de febrero de 1958       |
| Nikolai Zakharov    | GFSA     | 26 de febrero de 1958 - 9 de mayo de 1961         |
| Andrei Soloviev     | GFSA     | 9 de mayo de 1961 - 22 de agosto de 1962          |
| Helmut Poppe        | NVA      | 22 de agosto de 1962 - 31 de mayo de 1971         |
| Artur Kunath        | NVA      | 1 de junio de 1971 - 31 de agosto de 1978         |
| Karl-Heinz Drews    | NVA      | 1 de septiembre de 1978 - 31 de diciembre de 1988 |
| Wolfgang Dombrowski | NVA      | 1 de enero de 1989 - 30 de septiembre de 1990     |
| Detlef Wendorf      | NVA      | 1 - 2 de octubre de 1990                          |